# Barbara Massing

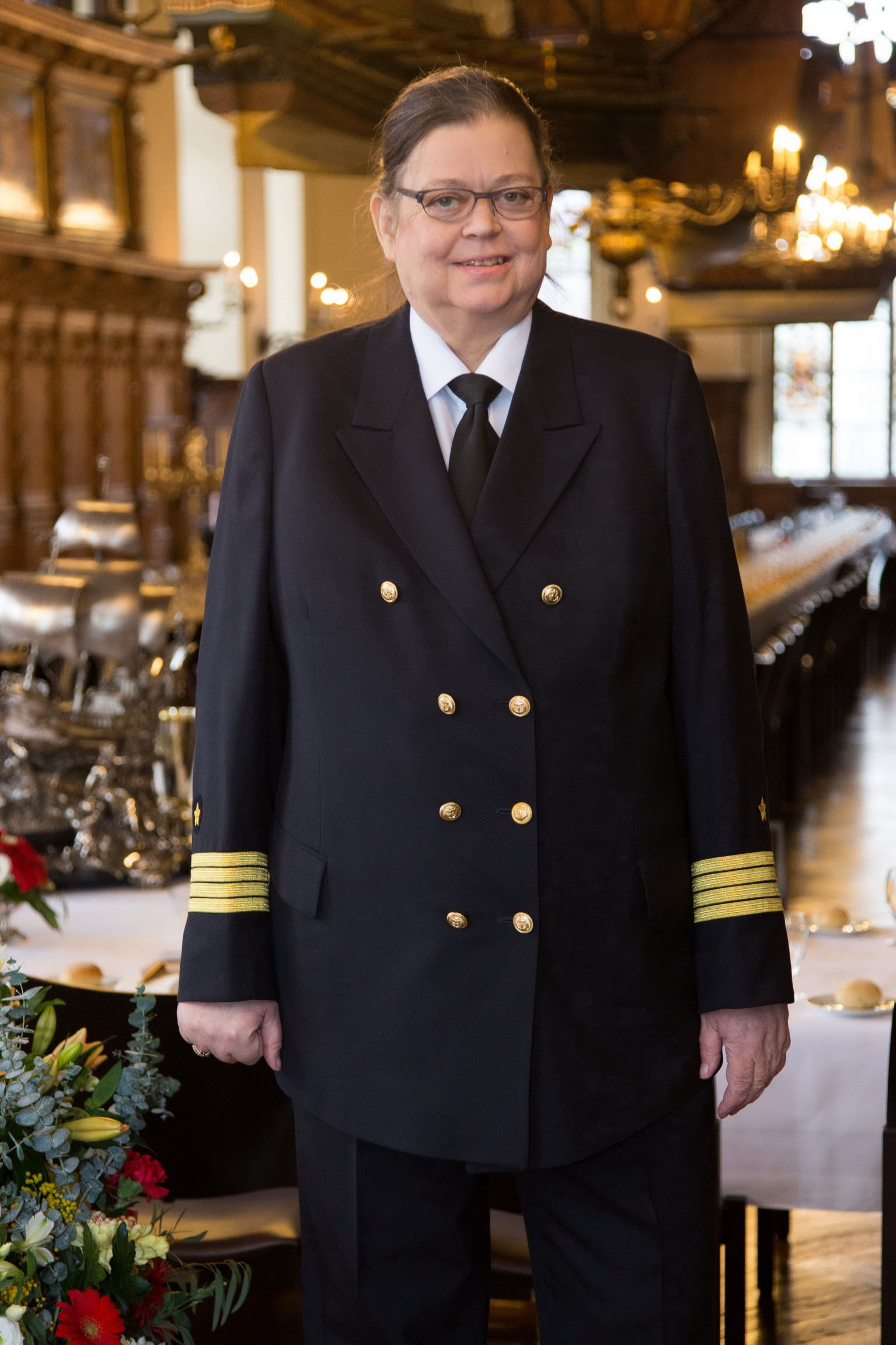
Barbara Massing, 2017

Barbara Massing (* 31. Mai 1960 in Düsseldorf; † 27. März 2017 in Bremen) war eine deutsche Kapitänin. Sie fuhr Containerschiffe der vierten Generation und gehörte zu den wenigen Frauen im Kapitänsberuf überhaupt. Sie war nautisches Mitglied im Haus Seefahrt in Bremen. Als solches nahm sie im Jahr 2004 als erste Frau an der traditionellen Bremer Schaffermahlzeit teil, deren Geschichte bis 1545 zurückreicht.

## Leben
Barbara Massing wuchs zusammen mit zwei Brüdern in einer Beamtenfamilie auf. Die Familie übersiedelte Mitte der 1960er-Jahre nach Bremen. Am Schulzentrum Bördestraße in Bremen machte Barbara Massing ihr Abitur. Danach absolvierte sie eine Ausbildung als Matrosin, was damals noch Voraussetzung für ein nautisches Studium war. Ihren Matrosenbrief erwarb sie bei der Bremisch-Hamburgischen Reederei Leonhardt & Blumberg. Sie studierte von 1981 bis 1984 an der damaligen Hochschule für Nautik in Bremen (heute Hochschule Bremen) und fuhr danach als Zweiter Offizier zur See.

Die Hausflagge der Reederei Leonhardt & Blumberg

Seit 1989 war sie wieder für die Reederei Leonhardt & Blumberg tätig und nahm unter anderem 1990 als Erster Offizier an Versorgungsfahrten für australische Forschungsstationen in der Antarktis auf dem Polarversorgungsschiff Icebird teil; das Schiff war 1984 von der Oldenburger Heinrich Brand Schiffswerft gebaut und seit 1989 von Leonhardt & Blumberg betreut worden. Seit 1991 fuhr sie für die Reederei als Kapitänin bzw. „Kapitän“, wie es im Befähigungsdiplom heißt. 1994 war sie „die einzige deutsche Kapitänin eines Containerfrachters“. 2006 war sie eine von nur sechs deutschen Kapitäninnen weltweit (Stand 2006), 2009 eine von nur fünf in Deutschland (Stand 2009). Barbara Massing fuhr bis zu ihrem Ruhestand bei Leonhardt & Blumberg Panamax-Containerschiffe der vierten Generation, die eine Schiffslänge von 292 Meter und eine Ladekapazität von 4.565 TEU aufweisen. Sie war jedes Jahr bis zu acht Monate auf See.
Nach ihrem Studienbeginn im Wintersemester 1981 war Massing in die Nautische Kameradschaft Tritonia eingetreten, die 1889 gegründet wurde und damit die älteste Studentenverbindung Bremens ist. Die Tritonia Bremen nahm seit einer Satzungsänderung 1976 auch Frauen auf; der erste „aktive weibliche Bursche“, wie die Verbindung die weiblichen studentischen Mitglieder bezeichnet, trat dort 1978 ein.
Nachdem Massing Kapitänin geworden war, prüfte sie die Satzung der Stiftung Haus Seefahrt, einer seit 1545 bestehenden sozialen Fürsorgeeinrichtung in Bremen, die alte seemännische Mitglieder und deren Angehörige unterstützt. Sie stellte fest, dass die Aufnahme einer Frau mit Kapitänspatent in den althergebrachten Statuten der Stiftung nicht gesondert geregelt und damit auch nicht ausgeschlossen ist. So wurde sie 1996 als seemännisches Mitglied von Haus Seefahrt und damit als erste Frau in dessen jahrhundertealter Geschichte aufgenommen. Daraufhin nahm sie erstmals im Jahr 2004 als regulärer Gast an der Schaffermahlzeit teil, die alljährlich von Haus Seefahrt veranstaltet wird und als „das älteste fortbestehende, sich alljährlich wiederholende Brudermahl der Welt“ gilt. Barbara Massings Teilnahme an der renommierten und bis dahin ausschließlich von Männern bestrittenen Traditionsveranstaltung – „nach 460 Jahren erstmals eine Frau an der Tafel“ – wurde als „Sensation“ angesehen und fand überregionales Interesse; es wurde darüber unter anderem im Fernsehen und in der Presse berichtet.
Barbara Massing war langjähriges Mitglied im MTV Nautilus, einem 1987 gegründeten Verein zur Pflege maritimer Traditionen in Bremen-Vegesack, der unter anderem mehrere Schiffe als Kulturdenkmäler unterhält. Auf dem vereinseigenen Traditionsschiff BV 2 Vegesack, einem 35 Meter langen Segellogger, fuhr sie als Skipper oder als Crewmitglied, so zum Beispiel bei der Kieler Woche. Sie war aber auch eine begeisterte Radfahrerin. In den 90er Jahren durchquerte sie in ihrem Urlaub ganz alleine den australischen Kontinent.
Barbara Massing starb am 27. März 2017 in Bremen. Ihr Wunsch war eine Seebestattung. Als Schaffer der Schifferschaft (sog. Kapitänsschaffer) hatte sie noch am 10. Februar 2017 an der 473. Schaffermahlzeit teilgenommen.